# ضخامت (زمین‌شناسی)

(1): ضخامت واقعی لایه (۲): ضخامت ظاهری لایه (۳): زاویه شیب

ضخامت یا ستبرا در زمین‌شناسی و معدن‌کاری به فاصله میان بین یک بسته سنگ اشاره دارد که این بسته سنگ می‌تواند رخساره، چینه، لایه، درزه یا مانند آن باشد.
ضخامت در زوایای قائم نسبت به سطح چینه یا لایه اندازه‌گیری می‌شود و بنابراین مستقل از جهت‌گیری فضایی آن است. مفهوم ضخامت در اصل از زبان رشته معدن‌کاری گرفته شده است که در آنجا این اصطلاح عمدتاً برای نشان‌دادن کارایی چینه‌ها استفاده می‌شد. از آن زمان ضخامت یا ستبرا به یک اصطلاح ثابت در علوم زمین تبدیل شده است. و به عنوان مثال در زمین‌شناسی برای بیان ژرفای سنگ‌های رسوبی، در آب‌زمین‌شناسی برای بیان گستره عمودی آب‌های زیرزمینی (یعنی فاصله از پایه لایه آب زیرزمینی تا سطح آن) و در علوم خاک برای گستره عمودی افق‌های خاک از این اصطلاح استفاده می‌شود.